# الن ملوین
الن ملوین (انگلیسی: Allan Melvin; ۱۸ فوریهٔ ۱۹۲۳ – ۱۷ ژانویهٔ ۲۰۰۸) یک هنرپیشه و صداپیشه اهل ایالات متحده آمریکا بود.

## گزیده فیلمشناسی
از فیلم‌ها یا برنامه‌های تلویزیونی که وی در آن نقش داشته‌است می‌توان به آثار زیر اشاره کرد.
- اندی گریفیت شو (۱۹۶۲–۱۹۶۷)
- عصر حجر (پویانمایی) (۱۹۶۳–۱۹۶۶)
- ماجراهای ماگیلا گوریل (۱۹۶۴–۱۹۶۶)
- گومر پایل، یو.اس.ام.سی. (۱۹۶۵–۱۹۶۹)
- ماجراهای گالیور (۱۹۶۸)
- می‌بری آر. اف. دی (۱۹۷۰)
- همگی در خانواده (۱۹۷۹-۱۹۷۱)
- دارودسته یوگی (۱۹۷۳–۱۹۷۵)
- خانواده دی (۱۹۷۴)